# Andrea Abreu López
Andrea Abreu López   (Icod de los Vinos, 1995) és una escriptora i periodista espanyola.

## Trajectòria
Va estudiar Periodisme a la Universitat de La Laguna (ULL), i el 2017 es va traslladar a Madrid per cursar el màster en Periodisme Cultural i Noves Tendències de la Universitat Rey Juan Carlos.
Com a periodista, ha escrit col·laboracions per a diferents mitjans com, 20 minutos, Tentaciones (El País), Oculta Lit, LOLA (BuzzFeed), Quimera o Vice.
Els textos d'Abreu han vist la llum a diverses revistes, tant digitals com impreses. A més, els seus relats han aparegut en algunes antologies. Va publicar un fanzine, Primavera que sagna, i un poemari, Dona sense parpelles, abans de llançar-se a la narrativa amb Panza de burro. A més, les seves poesies han estat publicades en diverses revistes especialitzades com Circulo de Poesía, La tribu de Frida o La Galla Ciencia.
La seva primera novel·la, Panza de burro, està escrita en un llenguatge planer i directe que, amb el vocabulari canari i la seva fonètica, descriu amb naturalitat la vida rural i real de l'illa. Narra l'amistat de dues nenes en el moment del pas de la infantesa a l'adolescència, i on el Teide és present i té la seva influència narrativa, encara que no es nomeni a la novel·la.
La novel·la Panza de burro, ha estat editada per l'escriptora Sabina Urraca, que també prologa el llibre. El llibre ha estat publicat a trenta països i traduït a l'anglès, italià, alemany i francès. S'han venut més de 20 000 exemplars de la novel·la, va per la dissetena edició i ha venut els drets per a una adaptació cinematogràfica. Unit amb el títol Dogs of Summer i traduïda per Julia Sanches.
Amb la publicació de la seva novel·la Panza de burro la revista britànica Granta l'ha va seleccionar com una de les 25 millors escriptores de la seva generació.
Andrea Abreu és una assídua participant en esdeveniments literaris, com el festival cordovès de poesia 'Cosmopoètica', i ha estat codirectora del Festival de Poesia Jove d'Alcalá de Henares.

## Reconeixements
- El 2021 fou reconeguda por la Revista literaria i editorial Granta com a una de les 25 millors narradores en espanyol menors de 35 anys.[6]
- Premi Dulce Chacón 2021 de Narrativa Espanyola en la seva XVIa edició, atorgat per l'Ajuntamient de Zafra, per la seva novel·la Panza de Burro.[7]
- En 2019 fou guanyadora de l'accésit del XXXI Premi Ana María Matute de narrativa de dones.[1]
- Premio escolar de poesía Emeterio Gutiérrez Albelo (2005).[8]
- En 2023 recibió el Premio Talento a bordo, del Festival Eñe.[9]

## Publicacions

### Novel·la
- Panza de burro (2020)

### Poesia
- Mujer con párpados (2017)
- Primavera que sangra (2017), breve análisis poético sobre su relación con el dolor menstrual

### Antologies
- Árboles frutales
- Macaronesia, de La Galla Ciencia;
- Los muchachos ebrios, antología de poesía jovencísima transoceánica, de La Tribu, o Piel fina.
- Poesía joven española (2019)

### Microrrelats
- Perdone que no me calle (2017) compilat por María Gutiérrez